# جوسيف كرامر
جوسيف كرامر (بالإنجليزية: Josef Kramer)‏ (و. 1906 – 1945 م) هو معذب من جمهورية فايمار، وألمانيا النازية، ولد في ميونخ، كان عضوًا في الحزب النازي، وكان عضوًا في شوتزشتافل، ويحمل رتبة عسكرية هوبتستثرمفهرر، توفي في هاملن، عن عمر يناهز 39 عاماً، بسبب شنق.

## روابط خارجية
- جوسيف كرامر على موقع الموسوعة البريطانية (الإنجليزية)